# Copa da Liga Escocesa 1970–71
A Copa da Liga Escocesa de 1970-71 foi a 25º edição do segundo mais importante torneio eliminatório do futebol da Escócia. O campeão foi o Rangers F.C., que conquistou seu 7º título na história da competição ao vencer a final contra o Celtic F.C., pelo placar de 1 a 0.

## Premiação
| Copa da Liga Escocesa de 1970-71 |
| Escócia                          |
| -------------------------------- |
| Rangers F.C. Campeão (7º título) |